# 7178 Ikuookamoto
7178 Ikuookamoto eller 1990 VA3 är en asteroid i huvudbältet som upptäcktes den 11 november 1990 av de båda japanska astronomerna Toshiro Nomura och Kōyō Kawanishi vid Minami-Oda-observatoriet. Den är uppkallad efter amatörastronomen Ikuo Okamoto.
Asteroiden har en diameter på ungefär 4 kilometer.